# Danderyd (kommundel)
Danderyd är en kommundel i Danderyds kommun vars bebyggelse utgör en del av tätorten Stockholm. Danderyd gränsar i söder och väster till Edsviken, i öster till Djursholm, i sydost till Stocksund, i norr till Enebyberg och i nordväst till Sollentuna kommun. Den största delen av kommundelen ligger väster om E18. Kommundelen har 11 396 invånare (2021).

## Historia

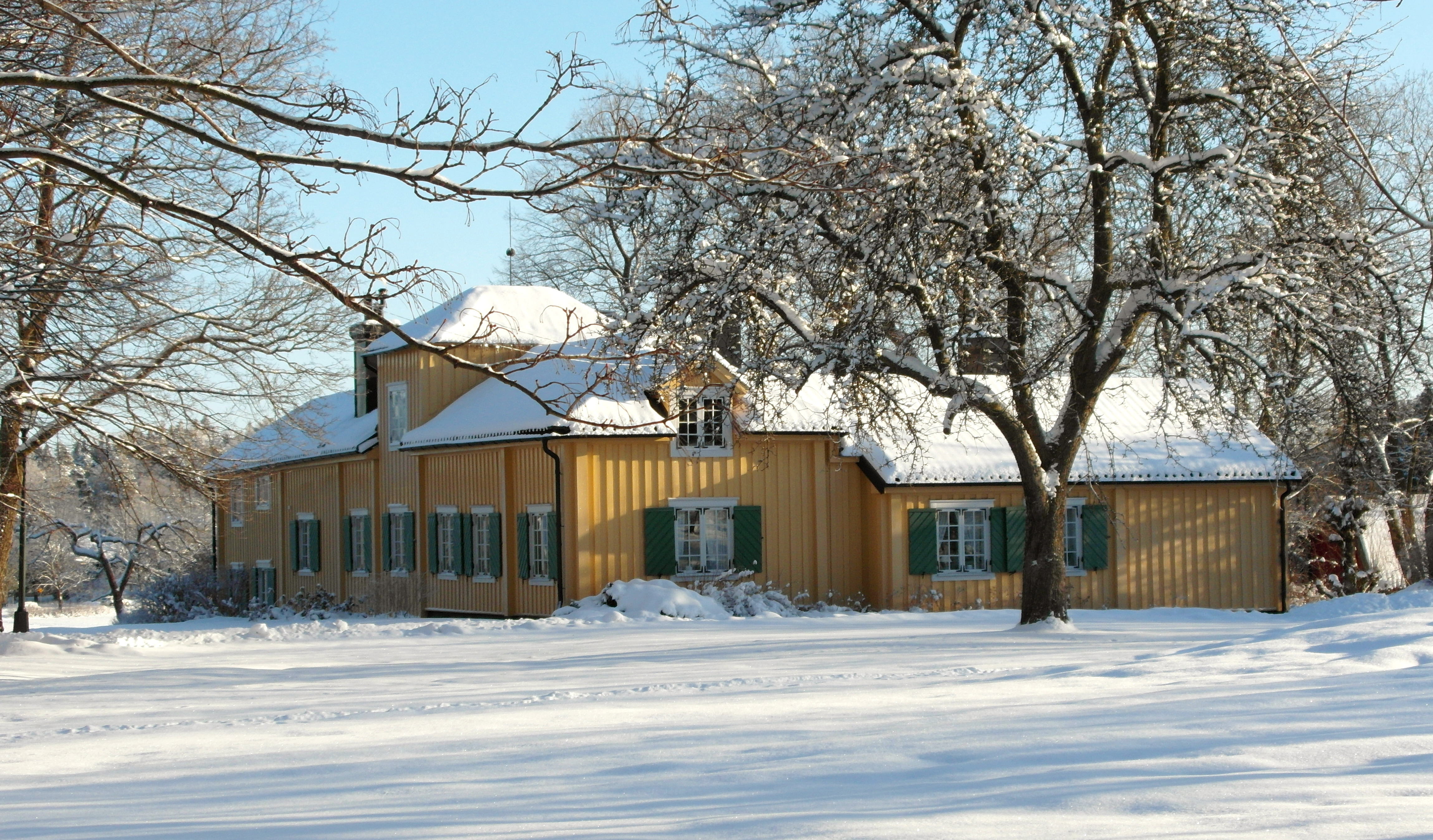
Berga gård, strax söder om Danderyds kyrka

Gårdsnamn, (till exempel Klingsta och Nora) samt runristningar vid Nora och Danderyds kyrka vittnar om att Danderyd har varit bebott åtminstone sedan järnåldern. De äldsta delarna av Danderyds kyrka är från omkring år 1400, men troligen har det funnits ett kapell eller mindre kyrka på dess plats redan tidigare.
Genom det nuvarande samhället fanns under förhistorisk tid en vattenförbindelse, mellan Stora Värtan och Edsviken. Landhöjningen har förändrat geografin och det tidigare sundet vid Nora är idag en dalgång mellan de båda höjderna Noraberget och Klingstaberget (bägge cirka 40 meter över havet). 
Tidigare rann en öppen bäck från Ekebysjön i Djursholm förbi Danderyds kyrka, med anor från medeltiden, och Nora gård. Bäcken, som numera till största delen leds i en kulvert, fortsatte genom nuvarande Kvarnparken (där det fortfarande finns en gammal kvarnbyggnad, uppförd på 1700-talet) till sjön Nora träsk och vidare ut i Edsviken vid Borgenviken. Intill Nora gård, vid Kvarnparken, finns en vikingatida runristning på en berghäll. Runhällen, Norahällen, har beteckningen U 130.
Under 1900-talet byggdes villaområden på i första hand högre liggande områden som tillhörde Nora gård, Klingsta, Rinkeby gård och Kevinge. Även delar av den mark som tidigare hörde till Mörby gård och Berga gård räknas in i det område som idag definieras som kommundelen Danderyd.
Inom Danderyd finns både lågt liggande områden och högre liggande mark. Delar av området, bland annat söder och väster om Nora gård, låg cirka år 1000 fortfarande under vatten. 

### Administrativa tillhörigheter
Området var en del av Danderyds socken. Efter kommunreformen 1862 var området en del av Danderyds landskommun. Ur landskommunen utbröts 1946 Danderyds köping som omfattade denna kommundel och också nuvarande kommundelen Enebyberg där sedan 13 mars 1914 Enebybergs villastads municipalsamhälle funnits. Bebyggelsen kom bara att utgöra en mindre del av ytan av köpingskommunen. 1971 uppgick köpingen i Danderyds kommun,  där Danderyd sedan dess bildar en kommundel.
Danderyd har hört och hör till Danderyds församling.
Orten ingick till 1907 i Danderyds skeppslags tingslag, därefter i Södra Roslags domsagas tingslag. Från 1971 till 2007 ingick området i Södra Roslags domsaga och det ingår från 2007 i Attunda domsaga.
Postorten Danderyd omfattar denna del av kommunen. Den har postnummer i serien 182 XX.

## Bebyggelse

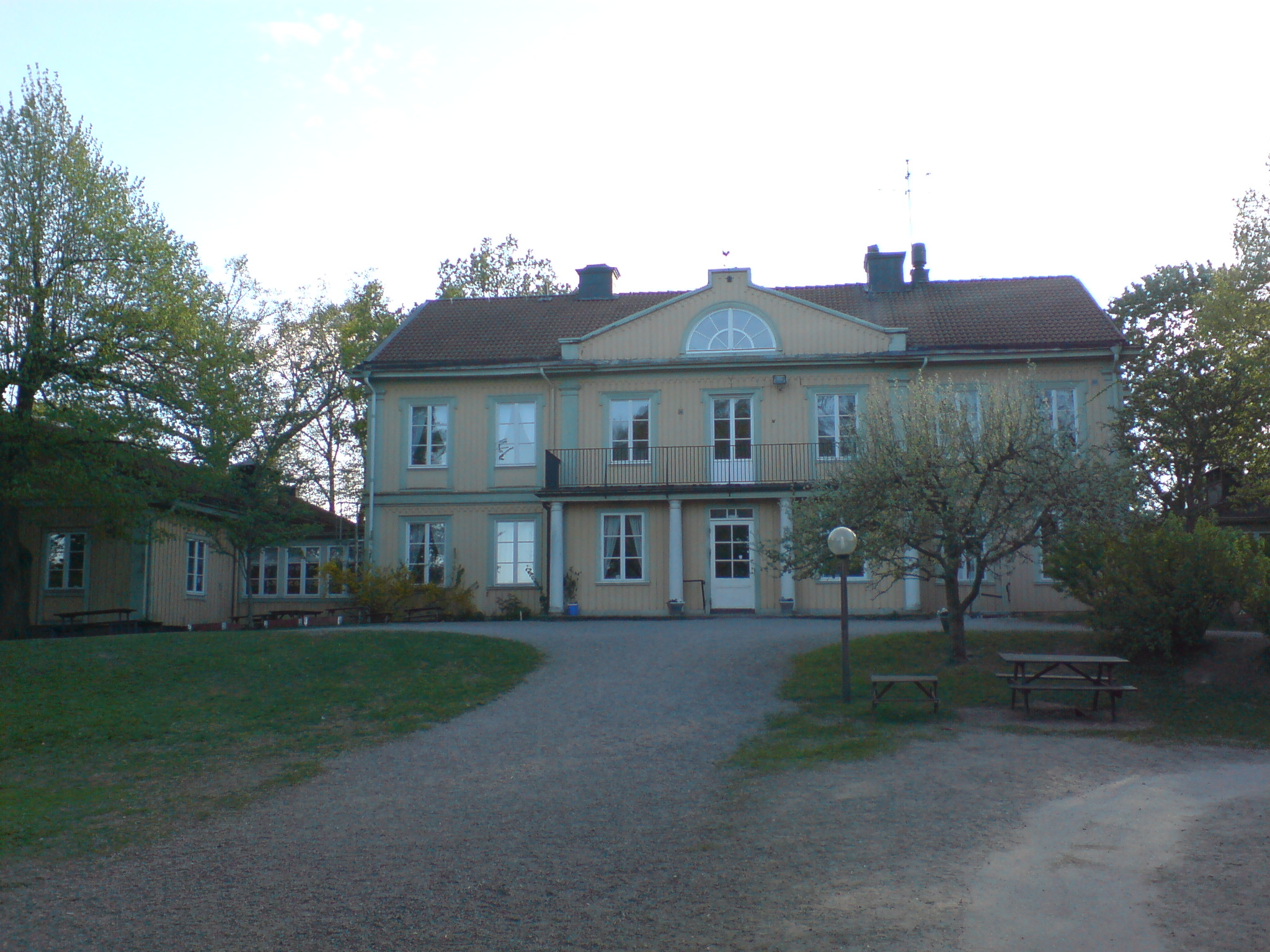
Stora delar av den nuvarande kommundelen ligger på mark som styckats av från Nora Gård.

De centrala delarna av kommundelen präglas av villabebyggelse, medan den södra delen, omkring Mörby, till stor del är bebyggd med flerfamiljshus. Villaområdets karaktär skiljer sig från de östra, något äldre, grannorterna Djursholm och Stocksund. Tomterna är mindre och husen generellt sett något enklare än den bebyggelse som utmärker Djursholm och Stocksund. Området är delvis brant och backigt. Vägnätet slingrar och har anpassats till variationerna i topografin.
Exploateringen av den tidigare lantbruksmarken i Västra Danderyd tog fart när tomtförsäljningen i Nora trädgårdsstad inleddes 1926, det vill säga några decennier efter de övriga kommundelarna i Danderyds kommun. Orten fick sitt centrum vid Nora torg, och även i andra delar av samhället fanns flera livsmedelsbutiker. 
Allt eftersom samhället växte fick ortens tidigare kärna vid Nora en minskad betydelse. Det tillkom flera områden med annan bebyggelse än villor. Vid kommundelens nuvarande kommersiella centrum Mörby Centrum, samt Mörbyskogen, Kevingeringen, Sätra och Rinkeby finns sedan 1950- och 60-talen bebyggelse med flerfamiljhus. Söder om Mörby Centrum ligger Danderyds sjukhus. Norr om Mörby Centrum finns ett område med moderna kontorshus. Mörby Centrum kommer inom de närmaste åren att byggas ut med både kontor, butiker och bostäder.

## Kultur och natur

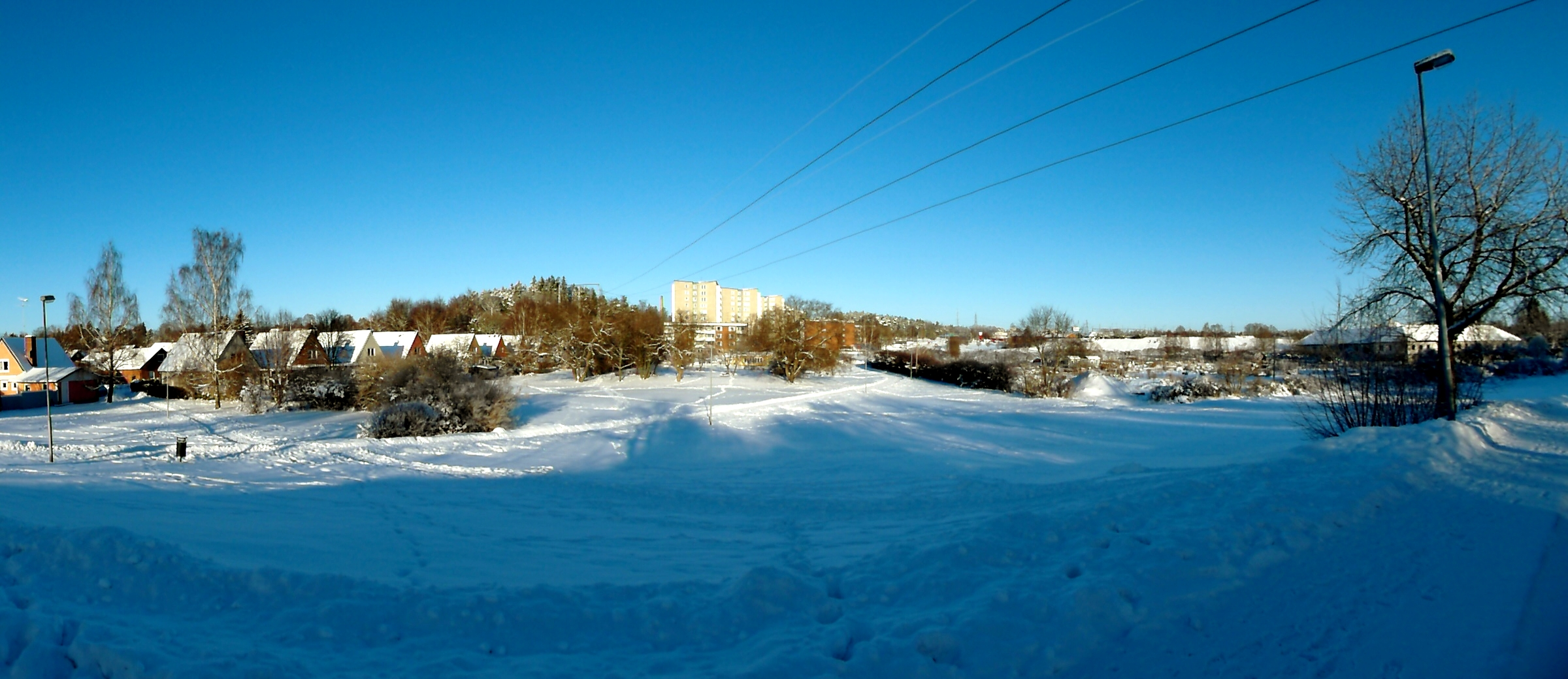
Danderyd, vy mot norr mot Rinkeby

Den relativt glesa bebyggelsen och flera obebyggda områden ger kommundelen en grön och öppen karaktär. I den nordvästra delen av samhället, vid Edsvikens strand, finns grönområdet Sätra ängar, med en enkel badplats och Danderyds församlings tidigare kyrkoherdeboställe, Sätra prästgård. Väster om Kvarnparken finns ortens gamla idrottsplats, Danderydsvallen, som är centrum för Danderyds sportklubb. 
Vid Klingsta och Skogsvik finns småbåtshamnar i Edsviken. Vid Kvarnparken finns ett bassängbad. Där ligger även Danderydsgården, som byggdes som hembygdsgård på 1950-talet, och som hädanefter ska inrymma kommunens kulturskola. Kvarnparken är också centrum för ortens valborgs- och midsommarfirande i hembygdsföreningens regi. Vid Borgenhalvön vid Edsviken finns ett område med stora flyttblock. 
I den norra delen av kommundelen finns ett skogsområde, Rinkebyskogen, som även gränsar mot Enebyberg och grannkommunen Sollentuna kommun. 
Norr om Rinkeby gård finns ett mindre industriområde, samt den kommunala gymnasieskolan Danderyds gymnasium och ett sportcentrum med idrottsplats samt tennis-, curling- och fotbollshallar.
Intill Rinkebyskogen, utmed vägen till Edsberg i Sollentuna kommun finns en av kommundelens två golfbanor, Danderyds golfklubb. Den andra, betydligt större, golfbanan Stockholms golfklubb i Kevinge ligger nordväst om Danderyds sjukhus.